# Ernst Beranek
Ernst W. Beranek (* 6. Oktober 1934 in Wien; † 3. März 2024 ebenda) war ein österreichischer Designer.

## Werdegang
Beranek studierte 1957–62 an der Hochschule für angewandte Kunst Wien in der Meisterklasse für Architektur bei Oswald Haerdtl und Industrial Design bei Franz Hoffmann.
Er war ab 1963 in Wien als freischaffender Designer tätig.
Von 1974 bis 2008 hatte er mit Harry Kubelka die gemeinsame Firma I. D. POOL Beranek und Kubelka.
Beranek war auch als Lehrer für Industrial Design und Werkerziehung tätig und war an zahlreichen Forschungsprojekten beteiligt, wie zum Design von Schulmöbeln, Schultaschen und Hilfen für Senioren. Sein Design eines Schnullers hat sich ergeben, weil Beranek durchgehend seit den 1960er-Jahren dazu als Designer tätig war. Unter anderem hat er mit der Firma MAM Babyartikel einen Schnuller für Frühgeborene entwickelt. Er wurde am Inzersdorfer Friedhof bestattet.

## Auszeichnungen
- 1975/76 mit Stubai Werkzeugindustrie: Staatspreis Design für Hammerzange
- 1987 mit Harry Kubelka, Windhager Zentralheizung: Staatspreis Design für Etagenkessel für feste Brennstoffe